# Постоянен комитет на Източна Румелия
Постоянният комитет на Източна Румелия е институция с контролни и законодателни функции, определени от Органическия устав на Източна Румелия.
Състои се от 10 редовни членове и трима заместници. Избира се от Областното събрание при всяка редовна сесия. Комитетът има председател, избран от членовете и провежда заседания три пъти седмично. Комитетът изпълнява задачите на Областното събрание, когато то не заседава.

## Състави
Първият комитет е избран през 10 декември 1879 г. и съществува до 1880 г. В него влизат: Иван Евстратиев Гешов, д-р Георги Янкулов, д-р Христо Стамболски, д-р Георги Странски, Иван Салабашев, Георги Тилев, Константин Величков, Йоцо Карапиров, Михаил Маджаров, Йови Воденичаров. Техни заместници са Костаки Пеев, турчина Шех ефенди и арменеца Хинтлиян. Първи председател е Иван Евстратиев Гешов.